# Mircea Pârligras
Mircea Emilian Pârligras (* 28. Dezember 1980) ist ein rumänischer Schachspieler.

## Erfolge
Pârligras gewann 2001 in Târgoviște, 2016 in Bukarest sowie 2022 und 2024 in Eforie Nord die rumänische Einzelmeisterschaft. Seit 2002 trägt er den Titel Großmeister.
Er siegte in mehreren internationalen Turnieren, zum Beispiel dem 8. Mirka Srajbera Memorial (Kategorie 10) 2003 in Subotica, das Bestandteil der Third Saturday-Normenturniere war, vor Vasile Sănduleac. 2010 gewann er das 2. Internationale Open in Rethymno vor Gabriel Sarkissjan. Im Jahr 2011 nahm Pârligras am Schach-Weltpokal teil. Er erreichte durch Siege gegen die favorisierten Yu Yangyi und Zoltán Almási die dritte Runde, in der er an Peter Heine Nielsen scheiterte.

### Nationalmannschaft
Mit der rumänischen Nationalmannschaft nahm er an sechs Schacholympiaden teil (2002, 2004, 2006, 2008, 2012 und 2014) mit einem Gesamtergebnis von 30 Punkten aus 48 Partien (+21 =18 −9), sowie den Mannschaftseuropameisterschaften 2005, 2011, 2013 und 2015.

### Schachvereine

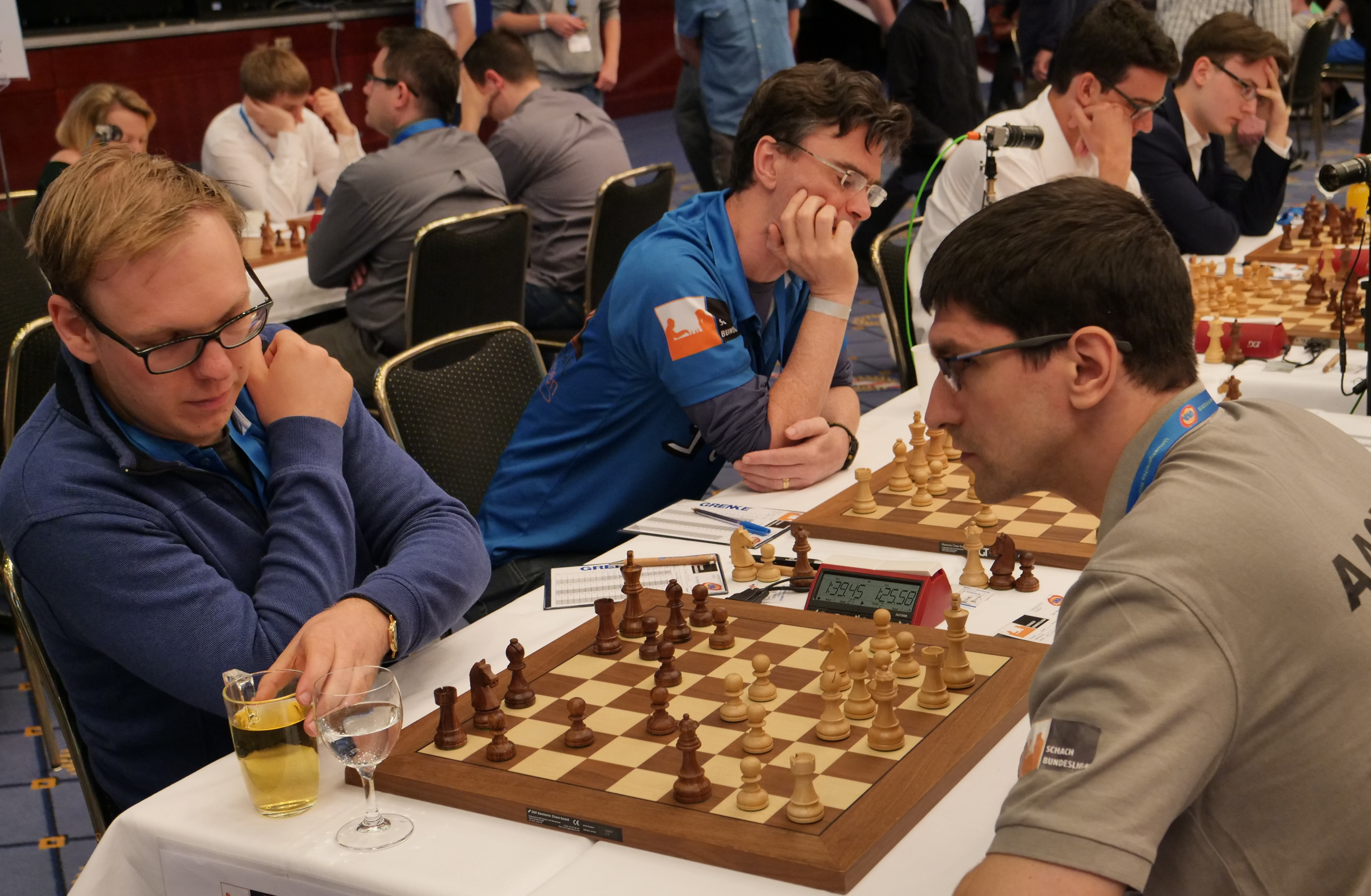
Für Aachen im Einsatz gegen Markus Ragger (li.) in der Bundesliga-Endrunde 2018 in Berlin (mittig: Loek van Wely)

Außer in der rumänischen 1. Liga (für den CS Aem Luxten Timișoara) spielte er auch in der montenegrinischen 2. Liga, der katalanischen Liga (für die Associació d'Escacs Rubinenca aus Barcelona), französischen Ligen (für La Tour Sarrazine - Antibes, unter anderem in der Saison 2008/09 in der höchsten Spielklasse, der Top 16), der griechischen ESSNA Team Championship (für Panionios Gymnastikos), der türkischen 1. Liga (für Antalya Deniz Gençlik Spor Kulübü), ungarischen (für ASE Paks), britischen (für Manx Liberty) und serbischen Ligen (für Požega). Seit der Saison 2007/08 spielt er in der deutschen Schachbundesliga, zuerst von 2007 bis 2009 bei der SG Trier und von 2009 bis 2012 für den SC Remagen. Nach dem Abstieg des SC Remagen in der Saison 2011/12 wechselte er zur Saison 2012/13 zurück zur SG Trier, für die er bis zum Rückzug der Mannschaft 2017 spielte. In der Saison 2017/18 trat Pârligras für DJK Aufwärts St. Josef Aachen 1920 an. Seit der Saison 2008/09 spielt er in der österreichischen 2. Bundesliga Mitte für Strassenbahn Graz.
Mit Manx Liberty gewann er in der Saison 2021/22 die Four Nations Chess League.